# Brian Stann
Brian Michael Stann (ur. 24 września 1980 w bazie Sił Powietrznych USA „Yokota” w Tokio) – żołnierz piechoty morskiej Stanów Zjednoczonych o stopniu oficera oraz weteran II wojny w Zatoce Perskiej. W latach 2006–2013 zawodnik mieszanych sztuk walki (MMA). Były mistrz World Extreme Cagefighting w wadze półciężkiej. Aktualnie komentator sportowy w Ultimate Fighting Championship.

## Życiorys
Urodził się w bazie wojskowej Stanów Zjednoczonych Yokota w Tokio. Studiował na United States Naval Academy w Annapolis. Po ukończeniu studiów został przydzielony do piechoty morskiej jako oficer, ostatecznie osiągając rangę kapitana. W 2003 brał udział w interwencji w Iraku oraz w 2005 w Operacji „Matador” – akcji ofensywnej przeciwko irackim rebeliantom w prowincji Anbar. W 2006 został odznaczony Srebrną Gwiazdą za zasługi podczas Operacji „Matador”.

## Kariera sportowa
Podczas służby w piechocie morskiej trenował samoobronę. W 2006 stoczył zawodową walkę w formule MMA (wygrana przed czasem). W tym samym roku związał się z czołową organizacją w USA World Extreme Cagefighting, gdzie do 26 marca 2008 stoczył pięć pojedynków (wszystkie zwycięskie przez KO lub TKO) zdobywając pas mistrzowski WEC w wadze półciężkiej. Pas stracił w pierwszej obronie 3 sierpnia 2008 na rzecz Stevena Cantwella.
W grudniu 2008 dywizja półciężka została przeniesiona do Ultimate Fighting Championship. 18 kwietnia 2009 na UFC 97 przegrał z pochodzącym z Polski Krzysztofem Soszyńskim przez poddanie (klucz na rękę - kimura). W latach 2009–2011 toczył wygrane pojedynki m.in. w rewanżu z Cantwellem, Chrisem Lebem czy Jorge Santiago, zanotował również porażkę z utytułowanym zapaśnikiem Philem Davisem. 8 października 2011 przegrał z Chaelem Sonnenem.
Po znokautowaniu Alessio Sakary w 2012 przegrał dwa kolejne pojedynki z czołowymi zawodnikami w organizacji - Michaelem Bispingiem (22 września 2012) oraz po efektownej walce z Wanderleiem Silvą (3 marca 2013). Po starciu z Brazylijczykiem postanowił zakończyć karierę zawodniczą i skupił się na komentowaniu gal UFC.

## Osiągnięcia
- 2008: Mistrz WEC w wadze półciężkiej